# Livoneca
Livoneca es un género de isópodos de la familia Cymothoidae.

## Especies
- Livoneca bowmani
- Livoneca ovalis
- Livoneca redmanii